# IAR-39
IAR-39 – rumuński samolot rozpoznawczy i lekki bombowiec z 1939 roku. Wyprodukowano 196 maszyn tego typu.

## Historia
Prace nad samolotem trwały od 1930 roku w wytwórni Industria Aeronautica Română z siedzibą w Brașov. Owocem tych prac był samolot IAR-37. Miał to być samolot rozpoznawczy. Produkcję tego typu rozpoczęto w 1938 roku. Był to dwupłatowiec o konstrukcji drewniano-metalowej. Podwozie stałe. Napęd stanowił silnik gwiazdowy K.14. Samolot był wyposażony w podwójne usterzenie i mógł przenosić do 600 kg bomb.
Następcą był samolot IAR-38 o powiększonych wymiarach i mocniejszym silniku BMW. Razem z IAR-37 powstało 125 egzemplarzy.
Następnie w tym samym roku pojawiła się nowa konstrukcja IAR-39 która ponownie została wyposażona w silnik K.14. Samolot ten miał lepsze osiągi niż poprzednicy. Wyprodukowano 255 sztuk. Samolotów używano podczas wojny z ZSRR. Po wojnie samoloty służyły jako szkoleniowe.